# Dean Mathey

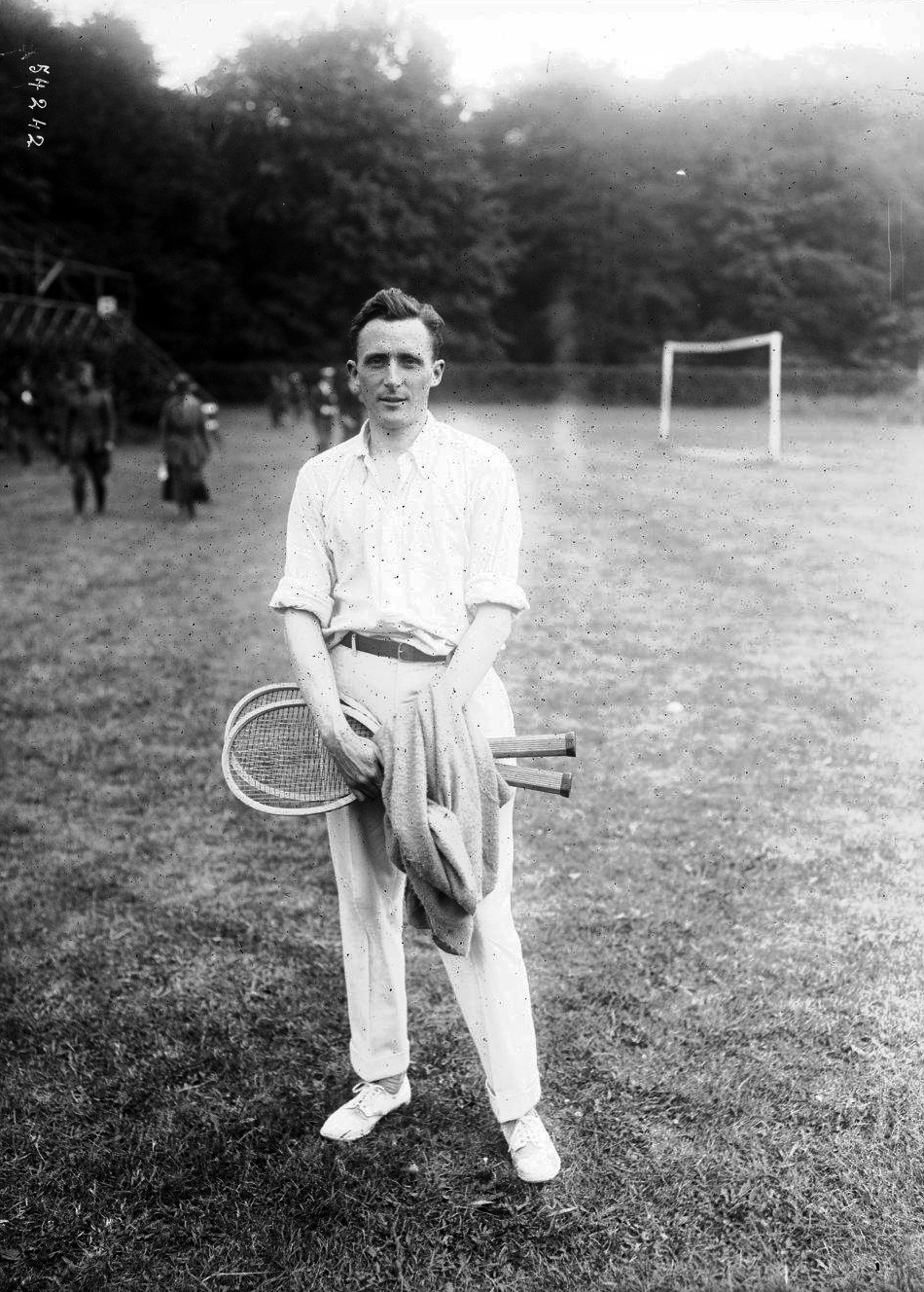
Dean Mathey (1919)

Dean Mathey (* 23. November 1890 in New York; † 16. April 1972 in Princeton, New Jersey) war ein US-amerikanischer Börsenmakler, Tennisspieler und Förderer der Princeton University.

## Leben
Mathey nahm 1908 ein Studium an der Princeton University auf. Nach dessen Abschluss 1912 arbeitete er als Anleihehändler an der Wall Street bei der Investmentfirma William A. Read & Co. und wurde später Gesellschafter des Nachfolgers Dillon, Read & Co., einer bis in die 1960er Jahre hinein bedeutenden amerikanischen Investmentbank. Durch seine Tätigkeit erwarb er ein großes Vermögen.
1927 kaufte Mathey in Princeton eine alte Farm, die er unter der Anleitung eines Studienfreunds, des Architekten Arthur Holden, modernisieren ließ. Anschließend widmete er sich der Förderung der Universität Princeton, an der er verschiedene Leitungsfunktionen innehatte; unter anderem als Mitglied des Board of Trustees und als Vorsitzender des Finanzausschusses. Er starb 1972 im Alter von 81 Jahren.

## Tenniskarriere
Mathey war ein hervorragender Tennisspieler. Bereits 1907 gewann er ein Turnier an der Princeton University, 1910 und 1911 den Doppeltitel der Universitätsmeisterschaften (National Intercollegiate Championships). 1908 drang er bei den US-amerikanischen Meisterschaften bis ins Achtelfinale vor, zwei Jahre später erreichte er dort das Viertelfinale. 1914 zog Dean zusammen mit George Church ins Doppelfinale der US-Meisterschaften ein, musste sich dort jedoch Maurice McLoughlin und Tom Bundy geschlagen geben.
1919 konnte er beim Turnier von Wimbledon bis ins Achtelfinale vordringen, bei seinem zweiten Auftritt dort im Jahre 1922 schied er bereits in der zweiten Runde gegen Henri Cochet aus.